# مدرسه فیضیه
مدرسه فیضیه مربوط به سده‌های میانه دوران‌های تاریخی پس از اسلام است و در قم، جنب حرم فاطمه معصومه، میدان آستانه مقدسه واقع شده و این اثر در تاریخ ۹ بهمن ۱۳۸۶ با شمارهٔ ثبت ۲۰۷۱۵ به‌عنوان یکی از آثار ملی ایران به ثبت رسیده‌است.

## تاریخچه

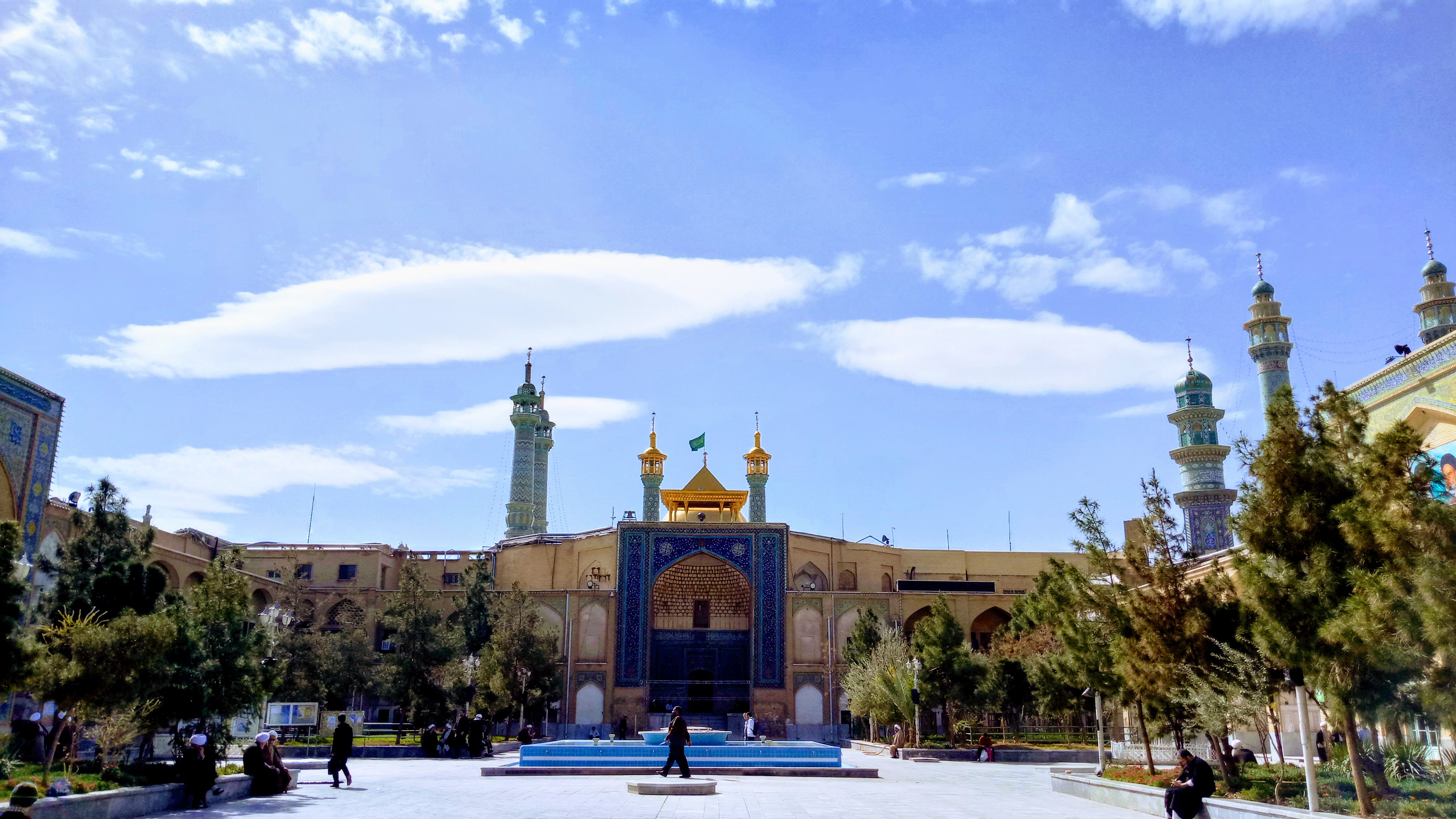

این مدرسه در نیمهٔ اول قرن سیزدهم هجری قمری (محدوده سال‌های ۱۱۶۵ تا ۱۲۱۵ شمسی) جایگزین مدرسه آستانه شد که به اعتبار متون معتبر تاریخی، آن مدرسه از میانه قرن ششم هجری قمری وجود داشته و درعصر صفوی تجدید بنا شده بود. بنای مدرسه چهار ایوانی است و در دو طبقه با ۴۰ حجره پایینی متعلق به عصر قاجار و ۴۰ حجره بالایی متعلق به قرن چهاردهم هجری قمری بنا شده‌است. قدیمی‌ترین بخش مدرسه، ایوان جنوبی آن است که به تاریخ ۹۳۹ هجری قمری با کاشی‌های زیبای معرق، متعلق به عصر صفوی تزیین شده‌است و سر در صحن عتیق آستانه حرم فاطمه معصومه دختر موسی بن جعفر محسوب می‌شود.

### یورش به مدرسه

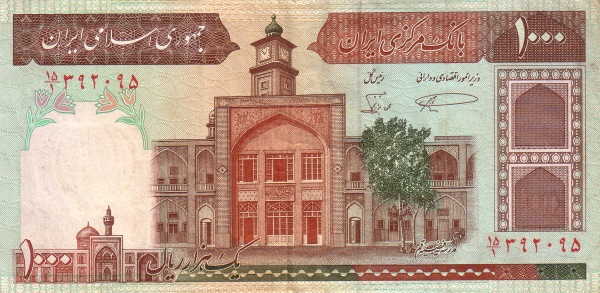
تصویر مدرسه فیضیه قم روی اسکناس یک هزار ریالی

روز جمعه مصادف با دوم فروردین ۱۳۴۲ و برابر با ۲۵ شوال سالروز درگذشت جعفر صادق، امام ششم شیعیان، به دنبال اعلام عزای عمومی و سخنرانی‌های سید روح‌الله خمینی و تلاش وی در جهت بسیج علما در سراسر کشور، اطلاعیه‌های فراوانی از سوی مجامع مذهبی و مساجد و کانون‌های تبلیغاتی برای برپایی جلسات پراکنده گردید و در اطلاعیه‌ها دعوت شده بود که مردم به سخنان بیان شده در این مجالس در رابطه با حوادث چند ماهه اخیر کشور گوش فرا دهند. نظام  محمدرضا شاه پهلوی نیز در مقابل این تحرک خود را آماده می‌کرد. در روز موعود از سوی مراجع سه مجلس بزرگ در قم برگزار گردید. مجلس اول صبح جمعه در منزل روح‌الله خمینی، مجلس دوم به میزبانی آیت‌الله شریعتمداری و مجلس سوم به دعوت آیت‌الله گلپایگانی در بعد از ظهر همان روز در مدرسه فیضیه برگزار گردید. بر اساس برنامه قبلی، عده‌ای کماندو، با لباس کشاورزان و در حالی که به چاقو و چوب مسلح بودند، به وسیله چند دستگاه اتوبوس شرکت واحد از تهران وارد قم شدند. علاوه بر این تعداد زیادی سرباز و نیروهای ویژه شهربانی در اطراف صحن حرم فاطمه معصومه و مدرسه فیضیه تجمع کرده بودند. این عده پس از مانوری کوتاه در شهر به سوی دروازه قم رفتند و در آنجا مستقر شدند. هنگامی که سخنرانی در مدرسه فیضیه جریان داشت، نیروهای رژیم محمد رضا شاه به مدرسه حمله کردند. این نیروها پس از رساندن خود به پشت بام‌های اطراف به تیراندازی به طرف روحانیون پرداختند و تعدادی از طلاب را نیز از پشت بامها به زمین پرتاب کردند.
که در این حادثه روحانی جوانی به نام سید یونس رودباری بعد از صدمه دیدن ناشی از پرت شدن از پشت بام فیضیه کشته شد.
پرویز معتمد یک از ۵۳ نیروی عملیاتی ساواک در این یورش، ادعای پرتاب طلاب از پشت بامها به زمین را رد می‌کند. او در مورد این عملیات می‌گوید:
«ما فقط طلاب را زدیم. هیچ کار دیگری غیر از ضرب و شتم نکردیم. می‌رفتیم در حجره و طلاب را می‌آوردیم بیرون. با پس گردنی و چک و لگد و باطوم آن‌ها را می‌کشیدیم بیرون. البته فحش و ناسزا هم می‌دادیم و به این ترتیب نفرت‌مان را از آن‌ها نشان می‌دادیم. آن‌هایی که بر اساس گزارش منابع ما در حوزه حرف زده بودند شناسایی شدند. فکر کنم ۱۰ – ۱۲ نفر دستگیر و به تهران اعزام شدند. تعدادی در همان قم پس از بازجویی مقدماتی، تعهد دادند و آزاد شدند. آن‌ها نه سازمانی داشتند و نه تشکیلاتی بنابر این برخورد با آن‌ها در حد ساواک قم بود. آن‌ها به درد قزل‌قلعه و … نمی‌خوردند. در آن‌جا ما یک چاقو هم پیدا نکردیم.»
- چقدر طلاب را کتک زدید؟

«شدت عمل بود. تکذیب نمی‌کنم. از طبقه بالا که آن‌ها را می‌زدیم، با چک و لگد و باطوم و فحش و ناسزا می‌آوردیم پایین تا توی حیاط و بعد تا دم ماشین. معلومه وقتی شدت عمل به خرج می‌دهی طرف ممکن است خونی هم بشود، سر و کله‌اش کبود هم بشود. هر اکیپی مسئول ۴ اتاق بود. وسایل را جمع می‌کردند. بازرسی می‌کردند. صورت جلسه می‌شد. اگر طرف یک‌کم آهسته می‌رفت با چک و لگد به جلو هلش می‌دادیم و بیشتر کتک می‌خورد. ممکن بود طرف تو راه بیفتداو را می‌کشیدند و می‌آوردند. یک حلقه گارد شهربانی هم داشتیم که محل را محاصره کرده بودند که کسی از بیرون وارد ماجرا نشود. هدف گوشمالی بود و نه بیشتر.»